# Пандорум
«Пандорум» (англ. Pandorum) — німецько-британський науково-фантастичний психологічний трилер з елементами жахів, постапокаліпсису, містерії та пригодницького виживання 2009 року сценариста Тревіса Міллоу, режисера Крістіана Алверта та продюсера Пола Андерсона.
Головні ролі виконували: Бен Фостер, Денніс Квейд, Ант'є Трауе, Кем Жиґанде і Кунг Ле. Знімання почалося в Берліні в серпні 2008 р. «Пандорум» випущений 25 вересня 2009 р. в Сполучених Штатах і 2 жовтня 2009 р. у Великій Британії. Фільм провалився у прокаті та отримав змішані відгуки кінокритиків. 
Сюжет розгортається на масивному зорельоті типу «Ноєвого ковчега», призначеного колонізувати далеку планету. Двоє астронавтів, які повинні заступити на чергову вахту, не пам'ятають хто вони, а зореліт виявляється в занедбаному стані. Вони розуміють, що стали жертвами хвороби «пандорум», яка спричиняється тривалим перебуванням у глибокому космосі. Намагаючись подолати симптоми «пандоруму», астронавти повинні відновити роботу зорельота та з'ясувати, що на ньому сталося.

## Сюжет
У 1969 році людина вперше ступила на поверхню Місяця. Населення Землі тоді складало 3,6 мільярда людей. У 2009-му запущений телескоп «Кеплер» з метою пошуку планет, схожих на Землю. Населення планети становило 6 мільярдів 760 мільйонів. У 2153 році космічний зонд «Палео-17» здійснив посадку на планеті Тоніс. Населення Землі становило 24 мільярди 340 мільйонів. Землянам повсюдно не вистачало води та провізії. До 2174 року битва за ресурси досягла апогею, тому для колонізації Тонісу запущений космічний корабель «Елізіум», міжзоряний ковчег з багатотисячним населенням, розрахований на політ у 123 роки. Пасажири та більшість членів екіпажу перебувають у стані анабіозу. Але за вісім років після відльоту команда, що слідкує за основними системами «Елізіуму», отримує останнє повідомлення з Землі декількома мовами: «Ви все, що залишилося від нас. Удачі вам, Божого благословення та щасливої дороги».
Через деякий час двоє астронавтів, члени льотного екіпажу, альтруїстичний клаустрофоб-капрал Бавер (Бен Фостер) і врівноважений лейтенант Пейтон (Денніс Квейд) виходять з анабіозу через стрибки напруги. Вони не пам'ятають про те, хто вони, що мають робити, і що сталося з 60 000 пасажирів «Елізіуму». Енергетичні сплески виявляються результатом нестабільної роботи реактора, чоловіки не мають доступу до капітанського містка, не можуть зв'язатися з іншими членами екіпажу, зокрема з командою управління польотом, яку повинні змінити на посту. Вивчаючи під керівництвом Пейтона корабель, Бавер розмовляє з колегою про пандорум, психічний розлад, спричинений тривалим перебуванням у стані анабіозу. Його симптоми та наслідки — це параноя, яскраві галюцинації та схильність до вбивства. Незабаром капрал згадує, як він був натхненний з дитинства космічними польотами, а також згадує про свою дружину, яку сподівається знайти в анабіозі на кораблі.
Після випадку паніки в повітроводі у Бавера з'являються ознаки пандоруму. Цьому сприяє розповідь Пейтона про місію Ідана — найбільшу космічну катастрофу — спричинену офіцером космічного корабля, який відправив весь свій екіпаж з 5 000 осіб на смерть, вірячи, що їхній політ був проклятий.
Досліджуючи корабель, Бавер знаходить мертві тіла і людиноподібних створінь, які дуже швидко рухаються. Тікаючи від однієї з таких істот, Бавер зустрічається з іншими людьми (Мен і Надіа), вони разом намагаються дістатися до ядерного реактора. Вони усвідомлюють, що реактор вийде з ладу, якщо Бавер не встигне його перезапустити. У пошуках реактора група зустрічається зі ще одним з виживанців, який розповідає їм історію про те, що відбулося до їхнього пробудження.
Їхня місія — відчайдушна спроба врятувати людство. З Землі, яка страждає від перенаселення, в 123-літню подорож до схожої на неї екзопланети Тоніс для створення людської колонії був відправлений космічний корабель, в якому перебувають в анабіозі майбутні поселенці та команда. Коли екіпаж отримав останнє повідомлення з Землі — Землі більше немає, і вони останні вцілілі — один з трьох членів екіпажу на вахті, збожеволів, убив двох інших членів, а потім, удаючи з себе Бога, вивів з анабіозу більшість пасажирів і нічого не розповів їм про останні події. Коли йому надокучило подібне проведення часу, він занурився назад в анабіоз, залишивши команду у невіданні. Генетичні модифікатори, отримані кожним членом екіпажу перед початком місії (для швидкої адаптації до умов планети), у результаті адаптували їх до корабля, перетворюючи на монстрів-канібалів, з якими зіткнулися Бавер та інші. Розповівши про це, чоловік отруює їх газом. Після пробудження вони опиняються закуті ланцюгами, а оповідач збирається з'їсти їх.
Тим часом Пейтон виявляє ще одного члена команди — Геллоу (Кем Жіганде), входив до екіпажу, який отримав повідомлення про загибель Землі. Про те, що відбулося потім, Геллоу дає суперечливі відомості, з яких стає відомо як у двох інших членів екіпажу почався пандорум, тож йому довелося вбити їх, щоб вижити.
Баверу вдається переконати канібала у необхідності перезавантаження реактора корабля. Група добирається до реактора та успішно його перезапускає. Проходячи через зону, де в стані анабіозу перебувають пасажири, Бавер бачить камеру дружини Пейтона, з його спогадів з'ясовується, що Пейтон самозванець. Насправді це Геллоу, а «Геллоу», якого бачить глядач, — просто частина свідомості Пейтона, людина ж, яка називає себе Пейтоном — насправді Геллоу, що вже постарів, і зазнав свого часу пандоруму та вбив двох інших членів екіпажу. Корабель насправді давно досяг пункту призначення і сів на дно моря (у бортжурналі є запис про 923-ій рік місії). Бавер бореться з Пейтоном/Геллоу й одночасно з симптомами пандоруму, внаслідок чого пошкоджує корпус корабля. Вода починає затікати всередину, що призводить до смерті Пейтона/Геллоу. Бавер з Надіа встигають евакуюватися з корабля в камері для анабіозу. Через пробоїну корпусу комп'ютер починає екстрену евакуацію, викидаючи решту 1211 поселенців в анабіозі на поверхню. Ці люди можуть почати будувати свої поселення, виконавши тим самим свою місію. Перший рік залишків людства на Тонісі почався. Популяція складає 1213 осіб.

## Ролі

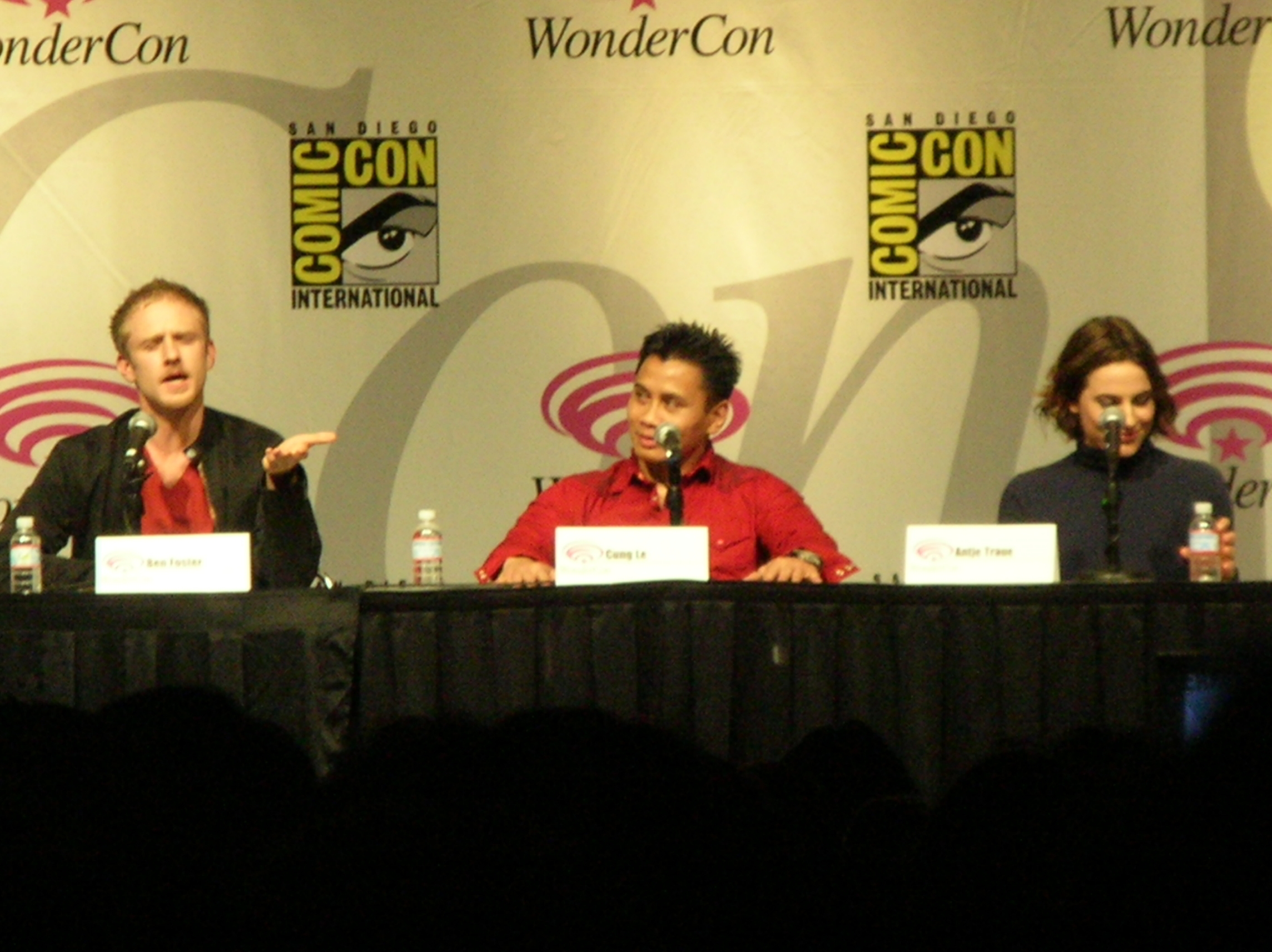
Бен Фостер, Кунг Ле й Ант'є Трауе розмовляють про «Пандорум» на WonderCon 2009 р.

| Актор               | Роль                        |
| ------------------- | --------------------------- |
| Бен Фостер          | капрал Бавер                |
| Денніс Квейд        | лейтенант Пейтон            |
| Ант'є Трауе         | Надіа                       |
| Кем Жиґанде         | капрал Геллоу               |
| Кунг Ле             | Мен                         |
| Едді Роуз           | Ліланд                      |
| Андре Хенніке       | лідер мисливців             |
| Норман Рідус        | Шепард                      |
| Вотан Вільке Мерінг | батько юного Бавера         |
| Нільс-Бруно Шмідт   | поранений офіцер «Елізіуму» |
| Дельфіна Чуйллот    | мати юного Бавера           |
| Янгзом Бравен       | 2-й лейтенант (Команда 4)   |
| Джуліан Раппе       | молодий Бавер               |

## Виробництво
Слогани фільму:
- «Не бійся кінця світу. Бійся того, що станеться далі».
- «Бійся того, що станеться далі».
- «Кінець світу. Бійся тих, хто вижив».[3]

### Сценарій
Фільм розпочався з попереднього сценарію, написаного Тревісом Міллоу наприкінці 1990-х рр. Сюжет спочатку розгортався на тюремному кораблі «Пандорум», що транспортував тисячі небезпечних ув'язнених Землі на іншу планету; канібали-мисливці — кінцевий результат деградації в'язнів. Персонажі, зіграні Ант'є Трауе і Кунг Ле були ув'язненими, а персонаж Бена Фостера, який нікому не довіряв, до них не належав.
Вважаючи, що жодна студія не захоче взяти собі такий сценарій, Міллоу думав про те, щоб створити малобюджетний фільм, знятий на відео в покинутому паперовому комбінаті з невідомими акторами. Однак, ідея привернула увагу режисерів Пола Андерсона та Джеремі Болта, і вони показали її Impact Pictures, яка дала проектові зелене світло. Продюсери показали свій сценарій режисерові Крістіану Алварту, останній був вражений подібністю з власним сценарієм під назвою «Ніде» (англ. No Where). Його драматична історія розповідала про чотирьох астронавтів на борту судна поселенців, які страждають від амнезії. Алварт вирішив, що вони повинні об'єднати обидві ідеї, два сценарії разом, продюсери та Міллоу погодилися. Корабель в'язнів замінили на корабель поселенців, використання слова «Пандорум» трансформувалося з назви корабля на тип психічного захворювання, викликаного довгою космічною подорожжю.

### Зйомки
Початок зйомок «Пандорума» оголошено у травні 2008-го з Деннісом Квейдом і Беном Фостером у головних ролях. Крістіан Алварт був режисером проекту, заснованого на сценарії Тревіса Міллоу. Фільм фінансувався Constantin Films через спільну угоду з Impact Pictures. Партнерство збільшило бюджет майже до $40 млн.
Зйомки відбувалися в студії Бабельсберг у Потсдамі та на покинутій електростанції в Берліні в серпні 2008 р.
Бен Фостер наполягав, щоб його персонаж їв справжніх живих комах замість використання штучних чи мертвих.
Це був перший фільм, де брати Бен і Джон Фостери працювали разом. Вони поділяють сцену, в якій Джон Фостер прокидається в хаосі, як безіменний пасажир, і Бен Фостер в ролі Бавера не може врятувати його.
Андре Хенніке, який грає лідера-мисливця, можна побачити без монстромакіяжу. Він зображає командира молодого Геллоу в першій сцені.
Дитину-мисливця насправді грає Азіа Луна Мохманд, донька режисера Крістіана Алверта.
Персонажів Надіа (Ант'є Трауе), Мена (Кунг Ле) і Ліланда (Едді Роуз) ніколи не називали по іменам під час фільму.

### Реліз
Фільм не був показаний попередньо для критиків.
28 лютого 2009 р. фільм представлений на фестивалі «WonderCon» — щорічній виставці, присвяченій коміксам і їхній екранізації, яка проходить в Сан-Франциско, там же вперше було показано трейлер.
Summit Entertainment відповідала за закордонні продажі та представляла «Пандорум» покупцям на Каннському кінофестивалі в 2009 р. Overture Films поширювала фільм у Північній Америці, Icon — у Великій Британії й Австралії, Svensk — у Скандинавії та Movie Eye — в Японії.
Це шостий фільм, випущений у певних кінотеатрах D-BOX у США та Канаді. За словами D-BOX, технологія керування рухом «доповнює сюжет фільму та основні теми страху, терору та вибухових дій, пропонуючи реалістичні відчуття під час більшості сцен фільму». Технологія дозволяє глядачам, які сидять в залі, відчувати вібрації і рух під час перегляду фільму і глибше занурюватися в дію.
Реліз DVD і Blu-Ray дисків відбувся 19 січня 2010 р. в Сполучених Штатах за допомогою Anchor Bay Entertainment.
Режисер і продюсер у коментарі до DVD зазначили, що безрейтингова версія фільму існує, але не була випущена.

### Неточності
Коли Пейтон очищає передпліччя після пробудження від анабіозу, його татуювання показує, що він з вахти № 4, а не № 5, як Бавер.
У фільмі показаний Пейтон, який використовує лом Геллігана, протипожежний інструмент, винайдений у 20 столітті і який широко використовується в наш час. Через 200 років у майбутньому такий інструмент був би замінений на десятки нових пристроїв. Він витісняється вже зараз.
Корабель досяг пункту призначення і був там протягом 800 років. Як або чому більшість його систем все ще функціонують, і чому на борту все ще є їжа (крім пасажирів) не пояснюється.
Вся концепція «пандоруму», навколо якої розгортається сюжет фільму, руйнується у фінальних сценах. Тому що пандорум є своєрідним «космічним божевіллям» і повинен розвиватися під впливом космічного простору.
Присутня орфографічна помилка зі сценою про команду Ідена. На костюмі одного з членів екіпажу спочатку читається Kreska, однак в його відповідній камері потім читається Kresca з літерою С.

### Боротьба за сиквел
Фільм був створений як можлива франшиза, якби він стартував вдало у фінансовому плані, Impact Pictures дала б зелене світло одному чи кільком продовженням.
Тревіс Міллоу в інтерв'ю прокоментував, що «Пандорум» повинен був мати приквел і сиквел. Приквел докладно дослідив би історію Геллоу, починаючи з запуску космічного корабля Елізіум, продовжуючи його падінням в безодню божевілля — як він став «володарем корабля» — і закінчуючи очікуванням в стані анабіозу. Третій фільм оповідав би про події на планеті Тоніс. Виживанці зіткнулися б з двома групами «істот», які знаходилися в стані релігійної війни через спірні моменти, хто насправді повинен володіти землею. Міллоу пояснив: ці дві протиборчі групи є нащадками екіпажу Елізіума; люди, які вийшли зі своїх камер сну 800 років тому. Вони являють собою продукт божевільної ідеології Геллоу.
Але «Пандорум» погано показав себе в прокаті, тому ці ідеї були списані. Коли сценариста запитали, чому він не розвиває ці історії в іншому середовищі — як роман чи комікс, наприклад — Тревіс пояснив, що він поганий новеліст. Сценарій для нього є найбільш спрощеною формою написання, а створення роману — це зовсім інша справа.
У 2010 р. фанати створили групу у Facebook — 500,000 to get PANDORUM sequel — щоб вмовити продюсерів створити сиквел. Режисер Крістіан Алварт пізніше приєднався до неї. Група об'єднала понад 3700 учасників.

## Переклад та озвучення українською
Прокат у кінотеатрах, DVD та демонстрація на телеканалі "Новий канал" (2009)
Українською мовою фільм озвучено творчим об'єднанням "Дія" для "Топ Фільм Дистрибюшен" в 2009 році. Багатоголосе закадрове озвучення.
1+1 (2014)
Багатоголосе закадрове озвучення.
AMC (2021)
Багатоголосе закадрове озвучення.

## Саундтрек
Список треків
1. «All That Is Left of Us» (2:43)
2. «Pandorum» (3:58)
3. "Anti Rio"t (4:17)
4. «Shape» (2:03)
5. «Hunting Party» (2:48)
6. «Kulzer Complex» (4:40)
7. «Tanis Probe Broadcast» (2:01)
8. «Scars» (2:20)
9. «Fucking Solidarity» (3:28)
10. «Gallo's Birth» (2:22)
11. «Biolab Attack» (2:25)
12. «Kanyrna» (3:22)
13. «The Stars All Look Alike» (4:32)
14. «Boom» (3:55)
15. «Reactor» (4:08)
16. «Skin on Skin» (3:21)
17. «Fight Fight Fight» (2:56)
18. «Bower's Trip» (7:51)
19. «Discovery / End Credits» (7:55)

## Сприйняття

### Оцінки й відгуки
На сайті IMDb рейтинг фільму становить 6,7/10 на основі понад 150 тис. голосів, Rotten Tomatoes — 4,6/10, 30 % свіжості і 3,1/5, 48 % оцінка авдиторії.
Жаннет Кацуліс із New York Times писала, що режисер Крістіан Алверт хороший майстер атмосфери, проте невмілий хореограф. Через це сцени фільму мають забагато близьких планів і мало освітлення, в яких рухи персонажів розмиваються. Не знаючи влаштування корабля, важко уявити де перебувають дійові особи. Проте інтер'єри справляють належне враження, спричиняючи клаустрофобію та запаморочення.
Сайт GamesRadar заявив, що «Пандорум» балансує між «Чужим» і «Крізь обрій», не дотягуючи до геніальності першого та не скочуючись у розперезаність другого. Втім, кращий акторський склад міг би впорядкувати дещо непослідовний сюжет.
Німецький рецензент Ральф Злабінгер з порталу Filmtipps.at відгукнувся про фільм: «Висновок. Захопливий, похмурий, візуально видатний, всешокуючий, сприймає серйозно свій науково-фантастичний аспект, який, незважаючи на деякі традиційні елементи, привносить у жанр свіже повітря. Однозначно радісна вечірка для шанувальників».

### Касові збори
Фільм зібрав $20 645 327 по всьому світу і не зміг окупити свій $33-мільйонний бюджет. Фільм посів 6 місце в прокаті США під час вік-енду на загальну суму $4 424 126.